# Număr piramidal heptagonal
Un număr piramidal heptagonal este un număr figurativ care dă numărul de obiecte dintr-o piramidă cu o bază heptagonală. Cel de al n-lea număr piramidal heptagonal este egal cu suma primelor n numere heptagonale.
Primele numere piramidale heptagonale sunt:
1, 8, 26, 60, 115, 196, 308, 456, 645, 880, 1166, 1508, 1911, 2380, 2920, 3536, 4233, 5016, 5890, 6860, 7931, 9108, 10396, 11800, 13325, 14976, 16758, 18676, 20735, 22940, 25296, 27808, 30481, 33320, 36330, 39516, 42883, 46436, 50180, 54120

## Formulă
Formula pentru al n-lea număr piramidal heptagonal este:
{\displaystyle {\frac {n(n+1)(5n-2)}{6}}.}
Al n-lea număr piramidal heptagonal este suma dintre al n-lea număr piramidal hexagonal și al n–1-lea număr tetraedric.
Funcția generatoare a numerelor piramidale heptagonale este:
{\displaystyle {\frac {x(4x+1)}{(x-1)^{4}}}.}

## Șiruri înrudite cu numerele heptagonale piramidale
- Șirul numerelor heptagonale piramidale impare, primii 10 termeni fiind:[6]

1, 115, 645, 1911, 4233, 7931, 13325, 20735, 30481, 42883
- Șirul numerelor pentagonale piramidale pare, primii 10 termeni fiind:[7]

8, 26, 60, 196, 308, 456, 880, 1166, 1508, 2380